# Yule River
Der Yule River ist ein Fluss im Nordwesten des australischen Bundesstaates Western Australia. Er liegt in der Region Pilbara.

## Geografie
Der Fluss entspringt auf der Abydos Plain zwischen Chichester Range und Mungaroona Range auf dem Gebiet der Scientific Reserve. Er fließt in nordwestlicher Richtung durch die Yandeyarra Reserve der Aborigines und unterquert den North West Coastal Highway rund 60 km südlich von Port Hedland. Bei Cape Thouin mündet der Yule River in den Indischen Ozean.
Der Yule River breitet sich auf seinem Weg nach Nordwesten immer mehr in seinem Bett aus und bildet eine breite, alluviale Flussaue. Auf dem letzten Teil seiner Reise teilt er sich in einen Hauptarm und den Yule River West Branch auf. Der Fluss bildet ein großes Ästuar an der Mündung mit einer Gesamtfläche von 31,4 km².
Bei Dürren kann es geschehen, dass der Fluss bis zu zwei Jahren gar kein Wasser führt. Gelegentlich verursacht er aber auch Überflutungen. Besonders heftig war dies 1975 während des Zyklons Joan der Fall, der über den Einzugsbereich des Flusses zog. Die Abflussmenge bei Fluthöchststand wurde auf 22.000 m³/s geschätzt.
Die Wasserqualität des Flusses variiert abhängig vom Wasserstand, aber die durchschnittliche Trübung beträgt 187 NTU und der durchschnittliche Salzgehalt 105 mg/l.

### Nebenflüsse mit Mündungshöhen
Nebenflüsse des Yule River sind:
- Coorong Creek – 256 m
- Coonarrie Creek – 182 m
- Cockeraga River – 182 m
- Pinga Creek – 161 m
- Pilbaddy Creek – 160 m
- Powdar Creek – 138 m
- Mungoona Creek – 136 m
- Pilbara Creek – 117 m
- Friendly Creek – 115 m
- Yule River West Branch – 39 m

### Durchflossene Seen
Er durchfließt folgende Seen/Stauseen:
Auf seinem Weg zur Küste durchfließt der Yule River etliche Pools, die den größten Teil des Jahres mit Wasser gefüllt sind:
- Mundabundenoona Pool – 110 m
- Kangan Pool – 101 m
- Mardagubiddina Pool – 63 m
- Moolkamudda Pool – 39 m

## Geschichte
Die ursprünglichen Eigentümer der Gegenden am Fluss war der Aboriginesstamm der Njamal oder Nyamal.
1861 zog der Entdecker und Vermesser Francis Gregory an den Ufern des Flusses entlang.